# The Perfect Day to Say I Love You
The Perfect Day to Say I Love You (hangul: 고백하기 좋은 날) é o primeiro álbum coreano da cantora Younha. Foi lançado em 15 de março de 2007 pela YBM Seoul. Em 26 de junho do mesmo ano, foi lançado uma edição especial do álbum, Younha Vol.1 Repackage Album - The Perfect Day to Say I Love You, contendo um livro de fotos e três novas faixas, sendo uma a versão coreana do seu single de 2005 "My Lover".